# 建議售價
廠商建議售價（英語：manufacturer's suggested retail price，縮寫MSRP）也称划线价（list price），是廠商對其所生產的產品提供給零售商的参考價格，目的是為了在販售地區建立穩定的價格標準，避免某些店面以高於建議價格，或是低於建議價格販售，而有些店面只在特價或是清倉時才會以低於建議價格販售。
建議售價與完全競爭的市場理論相違背，完全競爭的市場可以容許將價格設的多高都沒關係，只要不引起消費者的反彈。然而，建議售價要比完全競爭更為普遍。
大部分的時候，商店會以建議售價的價格販售，通常視其批發所付出的實際單價而定；一般來說若進貨量越大，單價就越低，反之越高。

## 美國
根據前美國國家公平貿易法規，製造業能對產品設定一個固定價格。這个固定價格在某程度上能協助中小企對抗大企業的競爭。雖然這樣會違背自由貿易的原則，但一些生產商已經採用统一的建議零售價。建議零售價可能會被訂得過高，使“折扣商店”即使定價低於建議零售價仍能賺取利潤。因此，現時的趨勢是將建議零售價設定得與自由市場的市價相同，但這個價格並不包括稅項、運輸費、代理費和注冊費等額外成本。

## 外部參考
- FTC Illegal Business Practices （页面存档备份，存于）
- Record Companies Settle FTC Charges of Restraining Competition in CD Music Market （页面存档备份，存于）
- MSRP and a real value of a car